# Santiago (canton)
Pour les articles homonymes, voir Santiago (homonymie).
Santiago est un canton d'Équateur situé dans la province de Morona-Santiago.